# عملوند
در ریاضیات و برنامه‌نویسی رایانه، یک عملوند هدف یک عملیات ریاضی است. هر عبارت که بین دو عملگر قرار بگیرد یا بعد از یک عملگر بیاید یک عملوند محسوب می‌گردد.

## مثال
در محاسبه زیر می‌توانیم عملگرها و عملوندها را مشاهده کنیم:
{\displaystyle 3+6=9\;}
در مثال فوق، علامت «+» که یک عملگر است برای عملیات جمع به کار برده شده‌است.
عملوند «۳» یک ورودی کمیتی است که در پی آن عملگر جمع آمده‌است، و عملوند «۶» یک ورودی لازم دیگر برای این عملیات حساب است.
نتیجه عملیات «۹» می‌باشد. عدد ۹ مجموع جمع ۳ و ۶ خوانده می‌شود.
بنابراین یک عملوند می‌تواند یک ورودی کمیتی برای یک عملیات ریاضی نیز خوانده شود.

## نگارش
برای مثال به عبارت پیچیدهٔ زیر نگاه کنید:
{\displaystyle 3X^{3}+4X^{2}-X=7Y\;}
در عبارت بالا هیچ عدد معلومی قرار ندارد اما عملوند وجود دارد. حال یک سؤال در عبارت بالا چند عملوند وجود دارد؟
همانگونه که در تعریف آمده‌است عملوند پس از یک عملگر می‌آید یا بین دو عملگر قرار دارد.
اول عبارت ریاضی بالا را به فرم استاندارد برنامه‌نویسی می‌نویسیم تا ببینیم تعداد آنها چند عدد است. (در زیر برای نشان دادن عملگر توان از علامت ^ استفاده شده‌است. و برای راحتی کار عملگرها را با رنگ آبی و عملوندها را با رنگ قهوه‌ای نشان خواهیم داد)
{\displaystyle {\color {Blue}+}{\color {Brown}3}{\color {Blue}*}{\color {Brown}X}{\color {Blue}\land }{\color {Brown}3}{\color {Blue}+}{\color {Brown}4}{\color {Blue}*}{\color {Brown}X}{\color {Blue}\land }{\color {Brown}2}{\color {Blue}-}{\color {Brown}X}{\color {Blue}=}{\color {Brown}7}{\color {Blue}*}{\color {Brown}Y}\;}
تعداد عملوندها ۹ عدد است و به ترتیب شامل ۳و xو ۳و ۴و xو ۲و xو ۷و y هستند که تمام آنها بین دو عملگر قرار دارند به جز یکی که آن هم y است که البته بعد از یک عملگر قرار گرفته‌است. در عبارت بالا می‌بینید که عملوند حتماً نباید یک عدد باشد و می‌تواند یک عبارت مجهول (مثل x, y) نیز باشد.